# Naranjitas
Naranjitas är en ort i Mexiko.   Den ligger i kommunen Quechultenango och delstaten Guerrero, i den södra delen av landet, 230 km söder om huvudstaden Mexico City. Naranjitas ligger 1 259 meter över havet och antalet invånare är 433.
Terrängen runt Naranjitas är huvudsakligen kuperad, men söderut är den bergig. Runt Naranjitas är det ganska glesbefolkat, med 38 invånare per kvadratkilometer. Närmaste större samhälle är Quechultenango, 8,1 km nordväst om Naranjitas. I omgivningarna runt Naranjitas växer huvudsakligen savannskog.